# Chaunoplectella cavernosa
Chaunoplectella cavernosa är en svampdjursart som beskrevs av Isao Ijima 1896. Chaunoplectella cavernosa ingår i släktet Chaunoplectella och familjen Leucopsacidae.
Artens utbredningsområde är havet kring Japan. Inga underarter finns listade i Catalogue of Life.